# Малий газ
Малий газ — мінімальний стійкий режим роботи авіаційного двигуна. Термін "холостий хід" у цьому випадку не вживають, оскільки авіаційний двигун, як правило, завжди пов'язаний із рушієм: турбореактивний двигун на малому газі завжди створює незначну тягу, поршневий, турбовальний або турбогвинтовий двигун зазвичай жорстко пов'язаний із гвинтом (виняток — багатопоршневі вертольоти, деякі турбогвинтові двигуни) і також завжди при роботі передає потужність гвинту для його обертання.
Для багатьох двигунів регламентують два режими малого газу:
- земний малий газ (ЗМГ) — мінімально можливий режим роботи двигуна, що не враховує впливу двигуна на аеродинаміку літального апарата — на цьому режимі можливий провал обертів гвинта нижче від рівноважних або поява в польоті від'ємної тяги (через низькі оберти гвинта або вентилятора і перехід їхніх лопатей/лопаток унаслідок цього на від'ємні кути атаки);

- польотний малий газ (ПМГ) — мінімальний режим, на якому двигун забезпечує роботу літака або гвинта на розрахункових режимах — не створює від'ємної тяги і забезпечує рівноважні (робочі) оберти гвинта.

На літаку в польоті можливе використання ЗМГ для прискорення зниження — в цьому випадку вентилятор або гвинт двигуна переходить на режим авторотації або вітряка і створює від'ємну тягу, оскільки кінетична енергія потоку йде на підтримку обертання двигуна.